# Honanotherium
Lo honanoterio (gen. Honanotherium) è un mammifero artiodattilo estinto, appartenente ai giraffidi. Visse nel Miocene superiore (circa 8 milioni di anni fa) e i suoi resti fossili sono stati ritrovati in Cina e in Iran.

## Descrizione
Questo animale era molto simile a un'odierna giraffa, ma possedeva un collo più corto (anche se notevolmente più allungato rispetto alle forme di giraffidi più antichi). Il cranio era  molto simile a quello della giraffa, ma possedeva due corna (ossiconi) molto più grandi, che si protendevano diritti sopra le orbite. Anche le dimensioni dovevano essere paragonabili a quelle della giraffa. La dentatura, però, sembrerebbe essere stata più primitiva e maggiormente affine a quella di forme come Samotherium.

## Classificazione
Honanotherium schlosseri, descritto per la prima volta da Bohlin nel 1926, sulla base di resti fossili ritrovati nella provincia cinese di Hunan (da qui il nome Honanotherium). Un'altra specie, H. bernori, è stata descritta nel 2016 sulla base di fossili ritrovati in Iran. Questo animale è considerato uno stretto parente della giraffa attuale e uno dei più antichi rappresentanti della sottofamiglia dei giraffini. Il collo era già allungato (anche se non come nella forma attuale), ma la dentatura conservava ancora alcuni caratteri primitivi (plesiomorfici), soprattutto nei premolari. Si suppone che Honanotherium sia la testimonianza di un'origine asiatica dei giraffini, visto il suo discreto grado di primitività rispetto a forme europee e africane come Bohlinia. In Cina, contemporaneamente a Honanotherium, vivevano altre giraffe dal collo più corto, più simili all'odierno okapi, come Shansitherium.